# Vrata ALI
| VHOD | VHOD | IZHOD  |
| A    | B    | A OR B |
| 0    | 0    | 0      |
| 0    | 1    | 1      |
| 1    | 0    | 1      |
| 1    | 1    | 1      |

Vrata OR (slovensko vrata ALI) so digitalna logična vrata, ki implementirajo logično disjunkcijo – obnašajo se v skladu z resničnostno tabelo na levi. Izhod HIGH (1) se pojavi, če je najmanj en vhod v stanju HIGH (1). Če ni HIGH (1) noben vnos, se na izhodu prikaže LOW (0). V drugem pomenu, funkcija OR odkrije maksimum dveh binarnih številk, kot recimo komplementarna funkcija AND najde minimum.

## Simboli
Obstajata dva simbola vrat OR: Ameriški (ANSI ali 'vojaški') simbol in IEC ('Evropski' ali 'pravokotni') simbol, kot tudi zastarel DIN simbol. Za več informacij, glej Simboli logičnih vrat.

## Implementacije

### Analitična predstavitev
{\displaystyle f(a,b)=a+b-a*b} je analitična predstavitev vrat OR:
- {\displaystyle f(0,0)=0+0-0*0=0}
- {\displaystyle f(0,1)=0+1-0*1=1}
- {\displaystyle f(1,0)=1+0-1*0=1}
- {\displaystyle f(1,1)=1+1-1*1=1}

### Alternative
Če nimamo na razpolago nobenih vrat OR, jih lahko sestavimo z uporabo vrat NAND in NOR v spodnji konfiguraciji. Iz vrat NAND ali NOR se lahko naredi katerakoli logična kombinacija.
| Želena vrata | Konstrukcija NAND | Konstrukcija NOR |
| ------------ | ----------------- | ---------------- |
|              |                   |                  |

## Ožičen-OR
Z aktivnimi nizkimi odprtimi zbiralci logičnih vhodov, kot se uporabljajo v kontrolnih signalih v veliko tokokrogih, se lahko z združevanjem več vhodov sestavi funkcija OR. Tak skupek se imenuje ožičen OR. Ta implementacija funkcije OR se pogosto pojavi v integriranih tokokrogih z uporabo samo tranzistorjev tipa N ali P.